# Miguel Falé
Miguel Falé, né le 28 janvier 2004 à Redondo au Portugal, est un footballeur portugais qui évolue au poste d'avant-centre au Clube Desportivo de Mafra.

## Biographie

### En club
Né à Redondo au Portugal, Miguel Falé est formé par le SC Braga. En janvier 2022, Falé est promu définitivement en équipe première.
Le 14 mars 2022, Miguel Falé prolonge son contrat avec le SC Braga. Il est alors lié au club jusqu'en juin 2027.
Le 18 août 2023, Miguel Falé est prêté au club espagnol du CD Castellón. Très peu utilisé au CD Castellón, Falé est rappelé de son prêt en janvier 2024.
Le 18 janvier 2024, Falé rejoint alors le CD Mafra pour un transfert définitif. Il s'engage pour un contrat courant jusqu'en juin 2028.

### En sélection
Miguel Falé est sélectionné avec l'équipe du Portugal des moins de 19 ans, pour participer au championnat d'Europe des moins de 19 ans en 2023. Le Portugal se hisse jusqu'en finale après avoir battu la Norvège,.

## Palmarès
équipe du Portugal des moins de 19 ans
- Championnat d'Europe
  - Finaliste en 2023